# Larix potaninii
Larix potaninii (модрина китайська, кит.: 红杉, hong shan) — вид модрин родини соснових.

## Різновиди
- Larix potaninii var. chinensis — пд. Шеньсі, 2600 — 3600 м, статус NT
- Larix potaninii var. himalaica — Китай (пд. Тибет); Непал, росте в сухих високогірних чагарниках з Caragana, Cotoneaster, Berberis, статус VU
- Larix potaninii var. macrocarpa — Китай (пд.-зх. Сичуань, пн.-зх. Юньнань), статус LC
- Larix potaninii var. potaninii — Китай (пд. Ганьсу, пд. Шеньсі, зх. Сичуань, пн.-зх. Юньнань, сх. Тибет), статус LC

## Поширення, екологія
Країни поширення: Китай (Ганьсу, Шеньсі, Сичуань, Тибет, Юньнань); Непал. Це високогірні модрини, що ростуть між 2350 м і 4300 м над рівнем моря. Ґрунти кислі гірські підзолисті. Клімат холодний, кількість опадів коливається від 800 мм до 2000 мм на рік залежно від місця розташування. У високогірних районах зростає часто чисто, з підліском з Juniperus squamata, в інших місцях зазвичай змішується з Abies, Picea, Tsuga dumosa або Tsuga chinensis, Cephalotaxus і Taxus.

## Опис

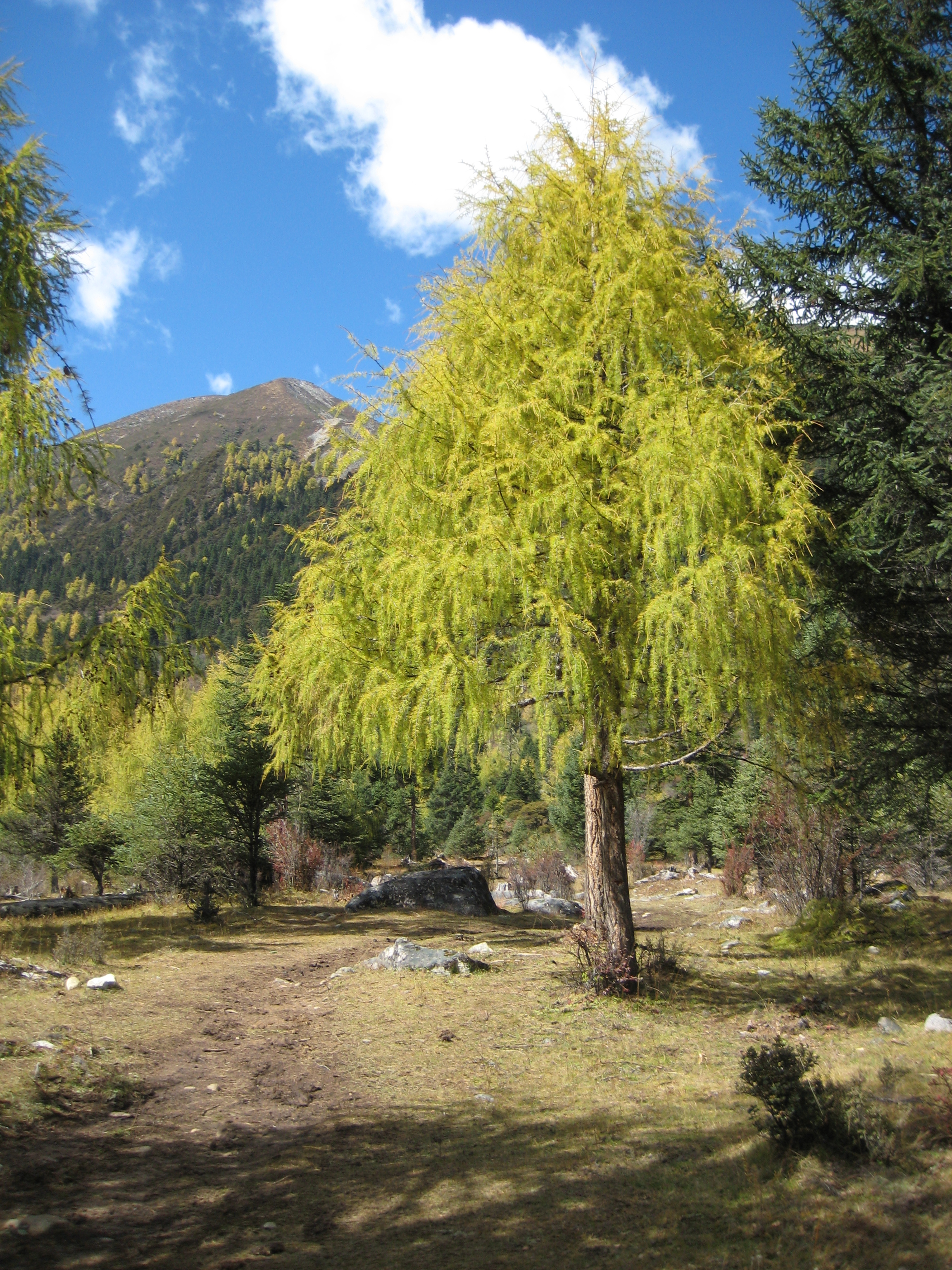
Дерево

Дерева до 50 м у висоту і 100 см діаметром. Кора сіра або сіро-коричнева, гладка, стаючи грубою і поздовжньо потрісканою на старих дерев. Крона конічна, гілки короткі, горизонтальні. Довгі пагони тонкі, пониклі, червоно-коричневі або пурпурно-коричневі, голі або злегка волохаті, сивіють після першого року. Короткі пагони 3–8 мм в діаметрі, густо вкриті жовто-коричневим волосся на вершині; зимові бруньки коричневого або темно-коричневого кольору, смолисті, глянцеві, яйцеподібні. Листя 12–35 мм завдовжки, 1–1,5 мм в поперечнику, вершина загострена. Насіннєві шишки циліндричні до яйцюваті, розміром 2,5–7,5 × 1,5–3,5 см, червоні або фіолетові, коли молоді, зрілі — темно-фіолетові, переходячи в світло-сірий-коричневий колір; сидячі. Насіння світло-коричневе з фіолетовими плямами, косо обернено-яйцеподібне, близько 3 мм в довжину та з 6 мм крилами. Запилення відбувається з квітня по травень, і насіння дозріває в жовтні.

## Використання
Китайська модрина є важливим джерелом деревини в західних горах Китаю. Її деревина міцна і може бути використаний для цілей будівництва, гірничодобувного реквізиту та залізничних шпал, а також подрібнена для паперової промисловості. Рідко використовується в лісових плантаціях за межами Китаю. Вирощується тільки як зразки дерев у деяких дендраріях; більшість дерев знаходиться у Європі та США.

## Загрози та охорона
Локалізована надмірна експлуатація різновидів з обмеженим поширенням призвело до того, що два різновиди бути перераховані як ті, що знаходяться під загрозою. Цей вид присутній в кількох охоронних територіях.